# Statul Kachin
Statul Kachin este cea mai nordică unitate administrativă din Myanmar. Are ca granițe statul China la nord și la est, Statul Shan la sud și India la vest. Suprafața statului este 89041 km2. Capitala statului se numește Myitkyina, iar printre cele mai importante orașe din stat se numără și orașul Bhamo.
Tot în această zonă se află și cei mai înalți munți din Birmania, numiți Hkakabo Razi (5.889 metri (19.321 ft)), formând tipul sudic al Himalayei și Indawgyi Lake.

## Economie
Economia statului Kachin este predominant bazată pe agricultură. Produsul de bază este orezul și trestia de zahăr. Aici se exploatează minerale ca aur și jad, fiind astfel cunoscut pentru minele de jad. Peste 600 de tone de pietre de jad au fost vândute de aici în luna noiembrie a anului 2011. De asemenea, majoritatea jadurilor extrase din Birmania provind din acest stat, iar cea mai mare piatră de acest fel din lume (3000 de tone, 21 metri lungime, 4,8 metri lățime și 10,5 metri înălțime) a fost găsită în zonă, în Hpakan, în anul 2000.

## Educație
| 2002-2003 | Primare | Mijlocii | Mari   |
| --------- | ------- | -------- | ------ |
| Elevi     | 1183    | 86       | 41     |
| Profesori | 3700    | 1500     | 600    |
| Studenți  | 168,000 | 80,000   | 24,100 |

## Sănătate
| 2002–2003                             | # Spitale | # Paturi |
| ------------------------------------- | --------- | -------- |
| Spitale speciale                      | 2         | 125      |
| Spitale generale cu servicii speciale | 2         | 500      |
| Spitale generale                      | 17        | 553      |
| Clinici                               | 22        | 352      |
| Total                                 | 43        | 1530     |